# Vuelo 204 de China Airlines
El vuelo 204 de China Airlines fue un Boeing 737 Classic que se estrelló contra una montaña tras despegar del aeropuerto de Hualien, Taiwán, el 26 de octubre de 1989. El accidente mató a los 54 pasajeros y tripulantes a bordo del avión.

## Avión
El avión accidentado fue un Boeing 737-200, registro B-180, que había realizado su primer vuelo el 3 de diciembre de 1986. Al momento del accidente tenía 2 años y 11 meses.

## Accidente
El vuelo 205 de China Airlines despegó del aeropuerto de Hualien para un corto vuelo al aeropuerto de Taipéi Songshan en la isla de Taiwán. A bordo del Boeing 737 se encontraban 47 pasajeros y 7 miembros de la tripulación. Diez minutos después de haber despegado, tras alcanzar una altura de 7,000 pies (2.100 m) colisionó contra una montaña, parte de la cordillera montañosa de Chiashan, 5,5 km (3,4 mi) al norte del aeropuerto. Todos los pasajeros y tripulantes que viajaban a bordo murieron.

## Causa
La causa principal del accidente fue un error del piloto, con una tripulación compuesta por un piloto experimentado (15 años con China Airlines) y un copiloto de reciente ingreso en la compañía, con un despegue por la pista incorrecta, junto al control de tierra, que fallo al no percatarse del error. El avión realizó a continuación el procedimiento de ascenso que estaba previsto para el vuelo, provocando que realizase un viraje a la izquierda directamente hacia las montañas en lugar de girar a la derecha rumbo al mar.